# Селишко (Белгородская область)
Селишко — село в Шебекинском районе Белгородской области.
Входит в состав Большегородищенского сельского поселения.

## География
Расположено западнее административного центра — села Большое Городище, на берегу реки Короча.
Через Селишко проходят просёлочные дороги.

### Улицы
- ул. Заречная
- ул. Луговая
- ул. Подгорная

## Население
| 2002 | 2010 |
| ---- | ---- |
| 79   | ↘51  |